# NGC 5485
NGC 5485 é uma galáxia lenticular (S0) localizada na direcção da constelação de Ursa Major. Possui uma declinação de +55° 00' 05" e uma ascensão recta de 14 horas, 07 minutos e 11,4 segundos.
A galáxia NGC 5485 foi descoberta em 14 de Abril de 1789 por William Herschel.